# Џон Мејер
Џон Клејтон Мејер (енгл. John Clayton Mayer; 16. октобар 1977) амерички је кантаутор и продуцент.

## Биографија
Рођен је у Бриџпорту, Конектикат, а одрастао у оближњем Ферфилду. Похађао Беркли музички колеџ у Бостону, Масачусетс, али је га је напустио и преселио се у Атланту, Џорџија, 1997. са Клеј Кук. Заједно су формирали краткотрајан дует Lo-Fi Masters. После њиховог разлаза, Мејер је наставио да свира у локалним клубовима - унапређује своје вештине и стиче следбенике. Након његовог појављивања 2001. на South by Southwest фестивалу, он је потписао за Aware Records, а затим Коламбија рекордс, за које је објавио свој први ЕП, Inside Wants Out. Његова наредна два дугометражна албума-Room for Squares (2001) и Heavier Things (2003) су имали одличан комерцијални успех, обезбедивши му неколико платиастих плоча. 2003. је освојио Греми награду за најбољи мушки поп вокал за сингл "Your Body Is a Wonderland".
Иако Мејер је почео своју каријеру свирајући углавном акустични рок, почео је да се креће ка блузу, који је првобитно утицао на њега као музичара. До 2005. године, имао је сарадњу са блуз уметницима као што су ББ Кинг, Бади Гај, и Ерик Клептон. Формирао је Џон Мејер трио енгл. John Mayer Trio, објавио је живи албум 2005. године под називом Try!, и његов трећи студијски албум, под називом, Continuum 2006. Оба албума добила добре критике, и Continuum је освојио Греми награду 2007. за најбољи поп Албум. Он је такође освојио награду за Најбољи мушки поп вокал за песму "Waiting on the World to Change". Следећи албум је био Battle Studies 2009, повратак попу, а потом турнеја, која је била број један по заради те године.
Након неколико контроверзних инцидената са медијима, Мејер се повукао из јавног живота 2010. и почео да ради на новом албуму, под називом Born and Raised, који је имао инспирацију у поп музици из Лаурела кањона из 1970-их. Међутим, откриће гранулома на гласним жицама одложило је издавање албум до маја 2012, и на крају га је примораlo да откаже планирану турнеју. Чак и тако, албум је, генерално, доживео повољан пријем, иако је био мање комерцијално успешан него у свом досадашњем раду. Након опсежних третмана вокалних проблема, и двогодишње паузе, Мејер је почео да наступа, као певач, поново у јануару 2013, а исте године објавио албум, Paradise Valley. Албум је добио име по кући у којој живи у Монтани и има јаке кантри утицаје. До 2014. године, он је продао преко 20 милиона албума широм света.
Мејерове остале каријере обухватају ТВ водитељство, комедије, и писања колумне; Он је аутор колумна за часописе као што су Esquire. Често наступа у добротворне сврхе. Он је поклоник сатова (са збирком у вредности десетине милиона долара), био је члан жирија на Grand Prix d’Horlogerie de Genève. Његове девојке су најчешће звезде са „А-листе“ (а воли доста и да открива о њима у интервјуима), доприло је његовом угледу као заводника. Он тренутно живи у Монтани.

## Дискографија
- Room for Squares (2001)
- Heavier Things (2003)
- Continuum (2006)
- Battle Studies (2009)
- Born and Raised (2012)
- Paradise Valley (2013)
- The Search for Everything (2017)
- Sob Rock (2021)